# Гордеєв Антон Юрійович
Гордє́єв Анто́н Ю́рійович (нар.1961, Київ) — доктор географічних наук, дійсний член Українського географічного товариства.

## Біографія
Народився у 1961 році в м. Києві. У 1980 році закінчив Київський суднобудівний технікум (нині — Київський фаховий коледж морського і річкового флоту та транспортних технологій Державного університету інфраструктури та технологій), а в 1986-му — Ленінградський інститут інженерів водного транспорту. За фахом інженер-кораблебудівельник.
Працюючи в 1980—1992 рр. конструктором у ЦКБ «Ленінська кузня», А. Ю. Гордєєв брав участь у конструюванні, будівництві та здачі риболовецьких і науково-дослідних суден на заводах Києва, Петрозаводська, Хабаровська, Владивостока, Волгограда, Азова, Єйська, Клайпеди, Рибінська, Улан-Уде.
З жовтня 1992 р. працював у сфері приватного бізнесу. У 1994 р. зусиллями власного приватного підприємства у співпраці з ЦКБ «Ленінська кузня» за дорученням Мінмашпрому України організував стенд вітчизняного суднобудування на міжнародній виставці «Посейдонія-94» у м. Пірей (Греція).
З кінця 1994 р. на посаді заступника директора НВП «Укрнаукфлот» Антон Юрійович займався організацією та забезпеченням повсякденної діяльності підприємства, брав участь в організації прийняття британської антарктичної станції «Фарадей» та організації першої української антарктичної експедиції на антарктичну станцію «Вернадський» через Аргентину. Організовував і брав участь у наукових експедиціях на науково-дослідному судні «Київ».
Один з ініціаторів створення ДНВП «Укрморкартографія», яке очолював у 1997—2001 рр. Протягом цього часу було організовано систему створення морських навігаційних карт в Україні та посібників для плавання; на рівні світових стандартів розроблено нормативну базу в галузі морської картографії в Україні; налагоджено обмін навігаційними даними на міжнародному рівні, а також систему реалізації морських навігаційних карт. На підприємстві було створено й активно розвивався науковий напрям діяльності в галузі морської картографії, видавався науковий збірник з картографії.
2002—2003 рр. працював радником в Інспекції з питань підготовки та дипломування моряків Міністерства транспорту України.
У 2008 р. працював доцентом кафедри землевпорядкування та кадастру в Інституті землевпорядкування та інформаційних технологій при Національному авіаційному інституті.
2008—2010 рр. докторант Київського національного університету імені Т.Шевченка.
З 2004 р. радник президента порту Дюнкерк, потім президента Асоціації портів Франції.
У період 2002—2005 рр. був членом Комісії з теоретичної картографії у Міжнародній картографічній асоціації.
Зараз займається питаннями з історії морської картографії.
З 2016 по 2017 роки — завідувач кафедри землеустрою та кадастру Національного авіаційного університету
Близько 80 опублікованих праць. (38 до кандидатської, та 41 після (з них 3 монографії)).
Бере активну участь в українських та міжнародних конференціях.